# Гарт (стадіон)
Стадіон "Гарт" у Львові міститься на Погулянці. 
Збудований у 1929 році як стадіон Клубу Спортового Віс (пол. Boisko K. S. Vis) та до 1939 року був домашньою ареною для однойменної команди, що представляла німецьку громаду міста. В радянський період називався "Трудові Резерви".
Є домашнім стадіоном «Поґоні» в чемпіонаті області та дитячих команд футбольного клубу «Львів» усіх вікових груп у першості ДЮФЛ України. 
У травні 1944 під час німецької окупації Львова на стадіоні відбувся матч між німецькою військовою командою "Кона" та командою колишніх футболістів місцевого "Динамо" та "Спартака" (етнічних поляків, серед яких майбутній олімпійський чемпіон Казімеж Ґурський). Гра завершилася перемогою місцевих з рахунком 4:1, глядачів було кілька тисяч. Радянська преса кінця 1980-их назвала поєдином "матчем смерті".
11 червня 1944 року німецька команда провела ще один матч із львівською "Україною", який також програла з рахунком 7:4.